# پیل‌های سوختی (نشریه)
پیل‌های سوختی (انگلیسی: Fuel Cells)دوماهنامه ای با داوری همتا است که به بررسی موضوعات مرتبط با علوم و فناوری های پیل های سوختی می پردازد.